# سانيلا كنزوفيتش
سانيلا كنزوفيتش مواليد 22 ديسمبر 1979 في موستار، البوسنة والهرسك، هي لاعبة كرة يد كرواتية تلعب كحارس مرمى. فازت بكأس أبطال الكؤوس الأوروبية لكرة اليد للسيدات في 2006 و2010. وصلت مع فريقها إلى نصف نهائي دوري أبطال أوروبا لكرة اليد للسيدات في 2012.